# Frensdorf
Frensdorf település Németországban, azon belül Bajorországban. Lakosainak száma 5199 fő (2023. december 31.).

## Népesség
A település népessége az elmúlt években az alábbi módon változott:
| Lakosok száma | 700  | 1129 | 1224 | 3541 | 4875 | 4916 | 5043 | 5060 | 5167 | 5199 |
|               | 1875 | 1950 | 1975 | 1987 | 2012 | 2014 | 2016 | 2017 | 2021 | 2023 |